# Carles Marco
Carles Marco, né le 23 septembre 1974 à Badalone, en Espagne, est un joueur espagnol de basket-ball. Il évolue au poste de meneur.

## Palmarès
- Finaliste du championnat d'Europe 2003